# Суворов, Георгий Дмитриевич
Гео́ргий Дми́триевич Суво́ров (17 мая 1919, Саратов — 12 октября 1984, Донецк) — российский советский математик, педагог, ученик П. П. Куфарева, основатель нескольких новых направлений в математике, в частности, в топологии.

## Биография
Окончил физико-математический факультет Томского государственного университета в июне 1941 года. В 1941—1946 годах служил в автодорожных войсках Советской Армии (сейчас Инженерные войска, стройбат) и в «Особом отряде подводно-технических работ», военный водолаз. Демобилизовался в мае 1946 года. За военную службу был награждён тремя медалями. Старший лейтенант. После демобилизации несколько месяцев преподавал в Сталинском педагогическом институте.
С октября 1946 года учился в аспирантуре Томского государственного университета со специализацией в теории функций комплексного переменного под руководством П. П. Куфарева. Результатом научно-исследовательской работы этого периода стала кандидатская диссертация посвящённая развёрнутой теории простых концов последовательности областей, сходящихся к ядру, защищённая в 1951 году. В последующих научных исследованиях Г. Д. Суворов установил некоторые метрические и топологические свойства, общие для конформных, квазиконформных, гармонических и других отображений, что легло в основу его докторской диссертации «Основные свойства некоторых классов топологических отображений плоских областей с переменными границами», защищённой в Институте математики СО АН СССР в марте 1961 года. и выдвинувшей Г. Д. Суворова в число ведущих специалистов в области теории отображений. В 1961 году был удостоен премии ТГУ за научную работу.
В 1951—1966 годах Г. Д. Суворов работал ассистентом, доцентом, профессором, затем заведующим кафедрой теории функций Томского государственного университета.
В 1965 году был избран членом-корреспондентом АН УССР и переехал в Донецк. С 1966 года возглавил отдел теории функций Донецкого Вычислительного центра АН УССР Одновременно с исследованиями в Донецком Вычислительном центре Г. Д. Суворов руководил и научной работой в Донецком государственном университете.
Помимо интереса к математике, Г. Д. Суворов увлекался нумизматикой, лыжными и велосипедными прогулками, собрал большую коллекцию медалей и книг.

## Достижения в области математики
Г. Д. Суворов сформировал два новых научных направления в теории аналитических функций и на её стыке с теоретико-множественной топологией.
В изучении классов плоских и пространственных отображений с ограниченным интегралом Дирихле, где Г. Д. Суворов вместе с учениками установил глобальные двусторонние оценки искажения относительных расстояний и развил законченную теорию простых концов последовательности областей, сходящихся к невырожденному ядру.
Теория отображений пространственных областей с ограниченным интегралом Дирихле изложена в монографии Г. Д. Суворова «Обобщённый „принцип длины и площади“ в теории отображений».
Работая в области топологии граничного соответствия при конформном отображении, Г. Д. Суворов выделил конформно-инвариантные бикомпактные расширения плоской односвязной области и обнаружил, что множество всех конформно-инвариантных бикомпактных расширений области бесконечно, описав их совокупность в терминах теории структур.

## Педагогическая деятельность
Г. Д. Суворов уделял много сил подготовке высококвалифицированных математических кадров, был председателем шести Донецких коллоквиумов по теории квазиконформных отображений, их обобщениям и приложениям.
Принципы своей педагогической деятельности он изложил в 1964 году в статье «О роли разных форм обучения и стимулирования студенческого научного творчества» и в монографии «Об искусстве математического исследования».

## Список печатных работ Г. Д. Суворова

### Монографии
- Семейства плоских топологических отображений. — Новосибирск: Изд-во СО АН СССР, 1965.
- Метрическая теория простых концов и граничные свойства плоских отображений с ограниченными интегралами Дирихле. — Киев: Наукова Думка, 1981.
- Полные решетки конформно-инвариантных компактифакций области. — Киев: Наукова Думка, 1982. — (совм. с О. И. Ивановым).
- «Обобщенный принцип длины и площади» в теории отображений. — Киев: Наукова Думка, 1985.
- Простые концы и последовательности плоских отображений. — Киев: Наукова Думка, 1986.
- Об искусстве математического исследования. — Донецк: Изд-во ТЕАН, 1999.

### Статьи
Наиболее полный список печатных работ Г. Д. Суворова опубликован в кн. Круликовский Н. Н., Галло В. Ф. Георгий Дмитриевич Суворов. Биография, указатель трудов. — Томск: Томский государственный университет, 1998.

## Награды
Медаль «За оборону Москвы», Медаль «За победу над Германией в Великой Отечественной войне 1941–1945 гг.», Медаль «За победу над Японией» 